# Linia kolejowa nr 276

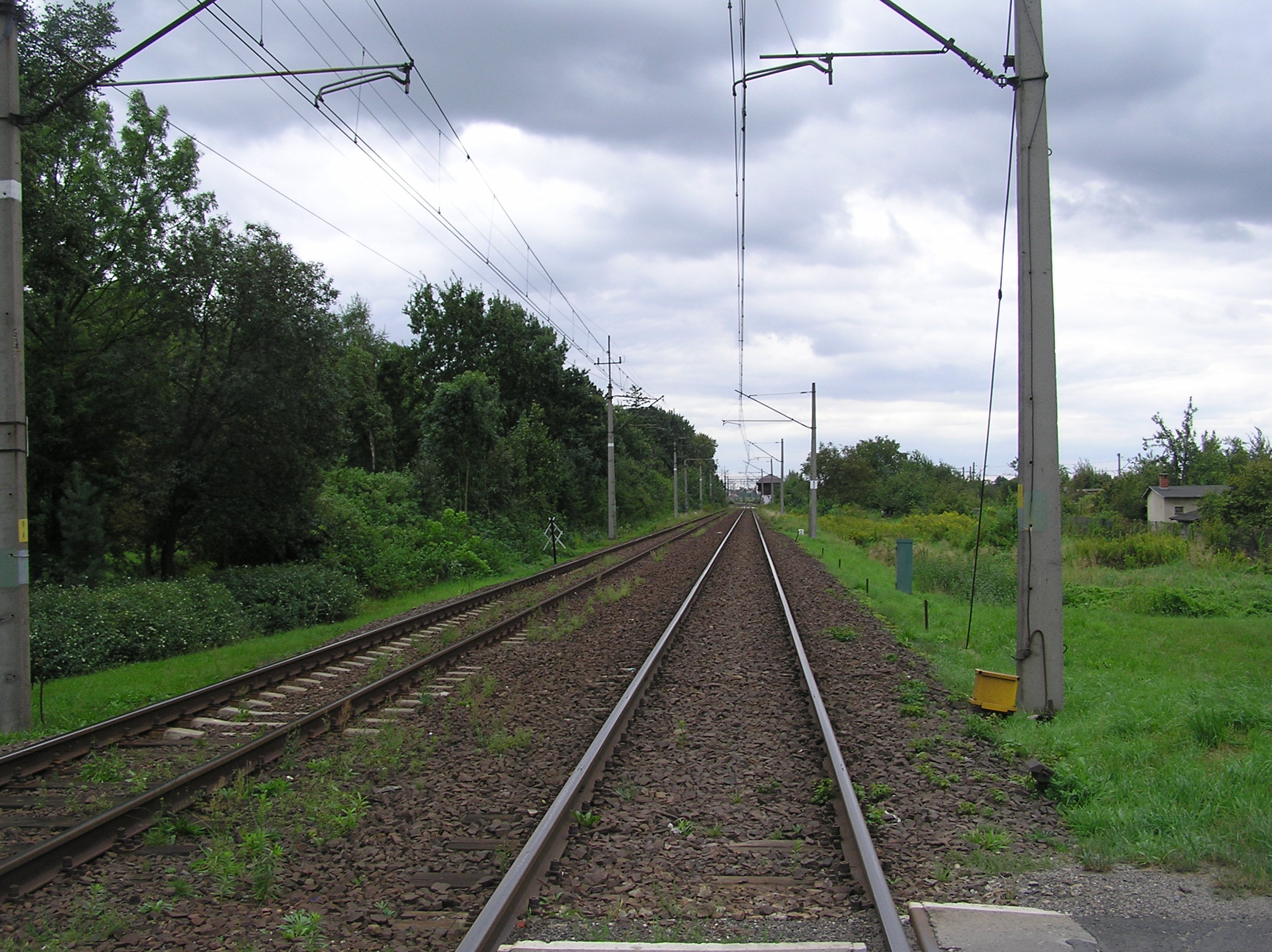
Linia kolejowa nr 276 we Wrocławiu, z lewej strony Park Brochowski

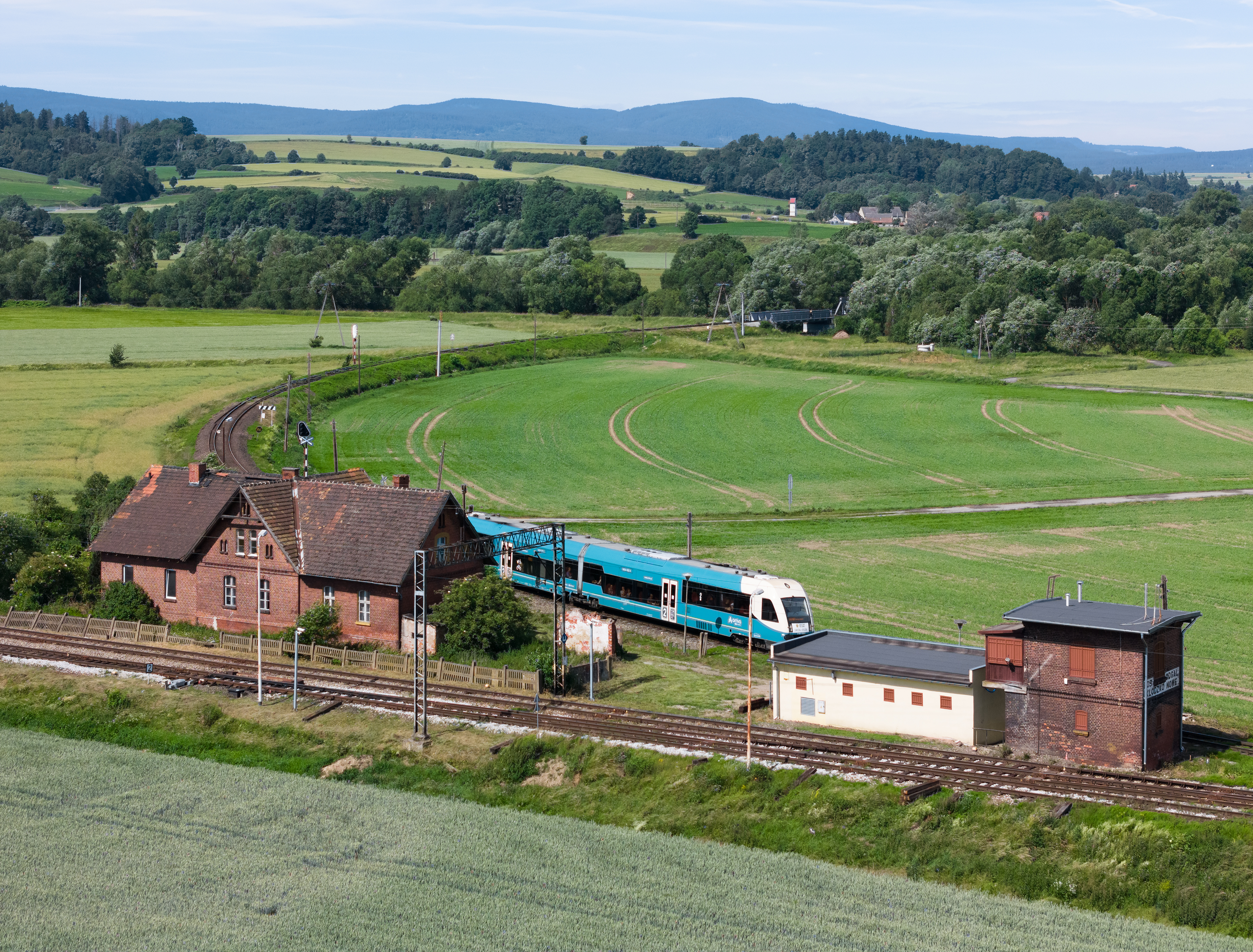
Posterunek odgałęźny Kłodzko Nowe oddzielający linię kolejową nr 276 od linii kolejowej nr 309 prowadzącej w kierunku Kudowy-Zdroju

Linia kolejowa nr 276 Wrocław Główny – Międzylesie – w całości zelektryfikowana, częściowo dwutorowa linia kolejowa znaczenia państwowego o długości 136,272 km, łącząca stację Wrocław Główny z kolejowym przejściem granicznym Międzylesie-Lichkov. Trasa ta stanowi część ciągu transportowego CE 59. Linia przebiega w całości na obszarze województwa dolnośląskiego.

## Przebieg linii
Linia kolejowa nr 276 opuszcza wrocławski dworzec główny od strony wschodniej, wyraźnie odgałęziając się od torów pozostałych linii węzła wrocławskiego w rejonie Brochowa i Tarnogaju. W dalszym przebiegu na południowy zachód (SSW) dwutorowy szlak przecina Równinę Wrocławską, biegnąc przez Iwiny, Żerniki Wrocławskie, Żórawinę, Węgry i Boreczek, nieznacznie wznosząc się w kierunku południowym. Za stacją Boreczek linia zmienia przebieg i prowadzi na południowy wschód przez miejscowość Warkocz, w okolicach Strzelina, łagodnymi wzniesieniami Wzgórz Strzelińskich wkraczając w obszar Przedgórza Sudeckiego.

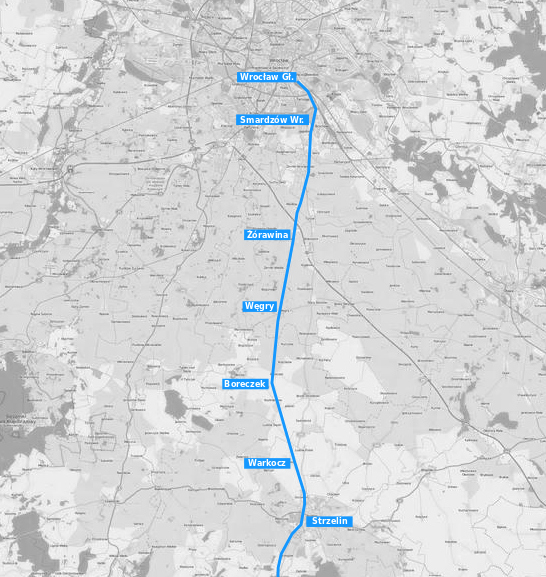
Przebieg linii nr 276 na odcinku Wrocław – Strzelin

Od Strzelina, przez blisko 35 kilometrów, do Kamieńca Ząbkowickiego wiedzie tylko jeden tor; przebieg linii jest nieregularny. Biegnąc przez Wzgórza Strzelińskie linia łączy Biały Kościół, Henryków i Ziębice. Za Ziębicami, na odcinku około 10 kilometrów, linia wznosi się o 100 metrów w kierunku południowym, trawersując po łuku na wysokość 295 m n.p.m. do stacji w Starczowie, co stanowi jedno z największych przewyższeń na całej linii. Od Starczowa torowisko opada w kierunku zbliżonym do południowo-zachodniego, włączając się w pięciokierunkowy węzeł kolejowy w Kamieńcu Ząbkowickim od wschodu.

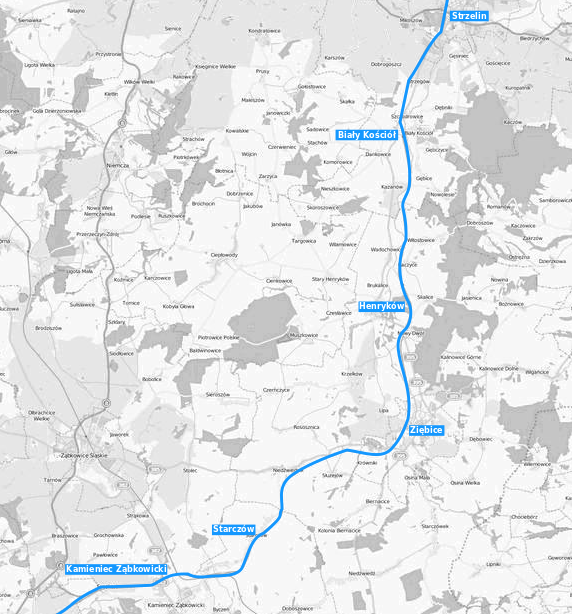
Przebieg linii nr 276 na odcinku Strzelin – Kamieniec Ząbkowicki

Na blisko 25-kilometrowym odcinku z Kamieńca Ząbkowickiego do Kłodzka linia jest ponownie dwutorowa i wiedzie doliną Nysy Kłodzkiej szerokim łukiem w kierunku południowo-zachodnim. W rejonie miejscowości Suszka tory zbudowano w sztucznym przekopie przez kilkunastometrowy pokład żwirów rzecznych, naniesiony na ten obszar w epoce lodowcowej. Za stacją Bardo Przyłęk pociągi wjeżdżają w obszar Gór Bardzkich. Linia biegnie tutaj stosunkowo wąską doliną rzeki, tuż za przystankiem osobowym Bardo Śląskie wkraczając w tunel o długości 364 metrów pod Tunelową Górą (373 m n.p.m.). Za tunelem linia przebiega prawym zboczem doliny przełomowej. Za przystankiem w Ławicy torowisko wkracza w szeroką przestrzeń Kotliny Kłodzkiej. Przed wjazdem do Kłodzka nad linią przebiega estakada Doliny Nysy Kłodzkiej o długości 700 metrów w ciągu drogi krajowej nr 8.

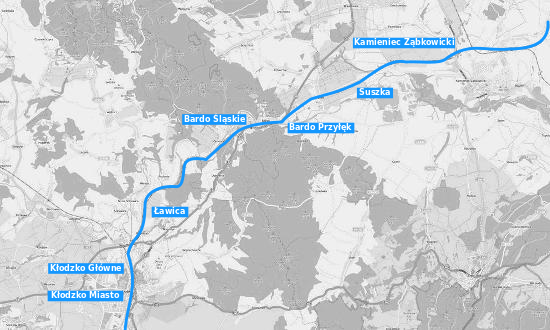
Przebieg linii nr 276 na odcinku Kamieniec Ząbkowicki – Kłodzko

Za stacją Kłodzko Główne tory poprowadzono bezpośrednio nad rzeką, a następnie krótkim wąwozem i nasypem z przystankiem Kłodzko Miasto. Od Kłodzka linia kolejowa nr 276 biegnie w dalszym ciągu na południe dnem szerokiej doliny rzecznej. Na skraju miasta, na posterunku odgałęźnym Kłodzko Nowe, od linii głównej odchodzą linie do Kudowy-Zdroju oraz do Stronia Śląskiego. Na posterunku przebieg linii zmienia się jednocześnie na jednotorowy, a charakter na typowo podgórski – z każdą kolejną stacją i przystankiem zwiększa się pochylenie poszczególnych odcinków. Od Kłodzka tor wiedzie zasadniczo na południe, w kierunku granicy czeskiej. W miejscowości Krosnowice szlak przebiega nad rzeką u podnóża Dębowej, najdalej wysuniętego na zachód wzniesienia Krowiarek. Za Gorzanowem linia przebiega lewym brzegiem rzeki i nieopodal wsi Zabłocie wiedzie zwężeniem doliny ku miastu Bystrzyca Kłodzka. Za przystankiem Bystrzyca Kłodzka dolina, którą wiedzie linia, ulega zwężeniu. Na zboczach występują tutaj skały – poziomo ułożone ławice piaskowca. W pobliżu Długopola-Zdroju, na zachód od torów, przebiegają zbocza Gór Bystrzyckich. Za przystankiem Długopole-Zdrój linia przechodzi pod zachodnim zboczem wzgórza Wronka (458 m n.p.m.) kolejnym tunelem, za który przebieg szlaku jest bardziej nieregularny (częstsze łuki). Za Domaszkowem tory przechodzą na lewy, zachodni brzeg rzeki i przez Roztoki Bystrzyckie wiodą do Międzylesia, gdzie znajduje się ostatnia stacja po polskiej stronie granicy. Z Międzylesia tor prowadzi blisko 8 kilometrów na południe do punktu granicznego i stacji Lichkov, gdzie linia kolejowa nr 276 łączy się z czeską linią kolejową nr 024.

## Charakterystyka techniczna
- Kategoria linii: pierwszorzędna
- Liczba torów:

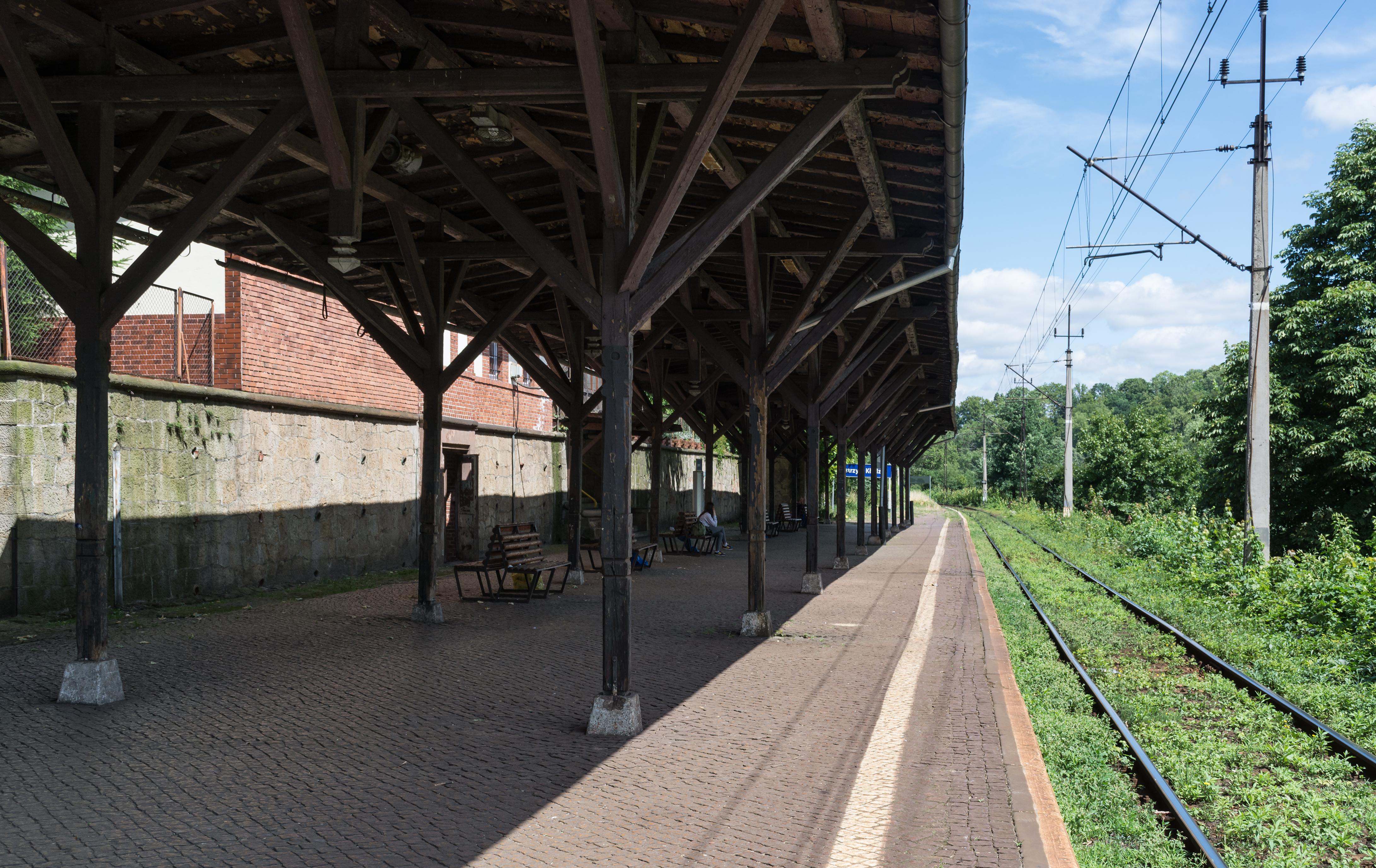
Widok z peronu przystanku stacji w Bystrzycy Kłodzkiej

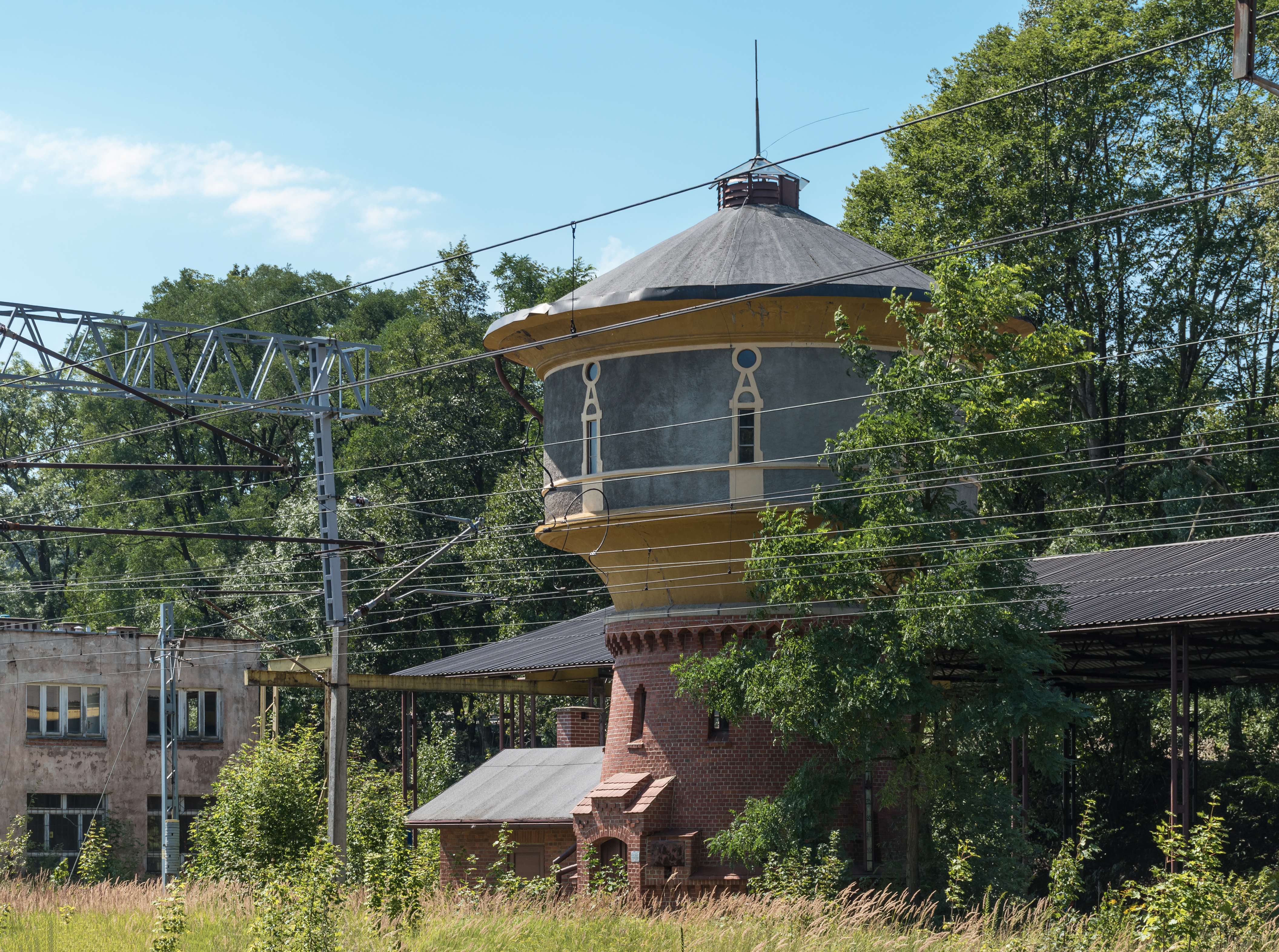
Zabytkowa wieża ciśnień na stacji w Międzylesiu

  - jednotorowa na odcinkach: 37,573–71,218 i 95,461–138,486
  - dwutorowa na odcinkach: 0,000 –37,573 i 71,218 –97,461
- Sposób wykorzystania: pasażersko-towarowa
- Elektryfikacja: na całej długości
- Szerokość toru: normalnotorowa
- Klasa linii: D3

| odcinek linii | odcinek linii | pociągi pasażerskie | pociągi pasażerskie | szynobusy | szynobusy | pociągi towarowe | pociągi towarowe |
| km pocz.      | km końcowy    | Tor 1               |                     |           |           |                  |                  |
| –0,208        | 0,720         | 80                  | 80                  | 60        |           |                  |                  |
| 0,720         | 2,780         | 120                 | 120                 | 60        |           |                  |                  |
| 2,780         | 3,100         | 100                 | 100                 | 80        |           |                  |                  |
| 3,100         | 70,700        | 120                 | 120                 | 80        |           |                  |                  |
| 70,700        | 72,575        | 100                 | 100                 | 80        |           |                  |                  |
| 72,575        | 82,000        | 120                 | 120                 | 80        |           |                  |                  |
| 82,000        | 83,910        | 100                 | 100                 | 80        |           |                  |                  |
| 83,910        | 90,400        | 80                  | 80                  | 80        |           |                  |                  |
| 90,400        | 92,600        | 120                 | 120                 | 80        |           |                  |                  |
| 92,600        | 95,700        | 80                  | 80                  | 80        |           |                  |                  |
| 95,700        | 99,900        | 120                 | 120                 | 80        |           |                  |                  |
| 99,900        | 101,100       | 80                  | 80                  | 80        |           |                  |                  |
| 101,100       | 103,400       | 120                 | 120                 | 80        |           |                  |                  |
| 103,400       | 105,000       | 80                  | 80                  | 80        |           |                  |                  |
| 105,000       | 109,350       | 120                 | 120                 | 80        |           |                  |                  |
| 109,350       | 113,360       | 90                  | 90                  | 80        |           |                  |                  |
| 113,360       | 115,700       | 120                 | 120                 | 80        |           |                  |                  |
| 115,700       | 117,100       | 100                 | 100                 | 80        |           |                  |                  |
| 117,100       | 122,900       | 80                  | 80                  | 80        |           |                  |                  |
| 122,900       | 125,750       | 120                 | 120                 | 80        |           |                  |                  |
| 125,750       | 128,250       | 100                 | 100                 | 80        |           |                  |                  |
| 128,250       | 130,500       | 80                  | 80                  | 80        |           |                  |                  |
| 130,500       | 135,100       | 100                 | 100                 | 80        |           |                  |                  |
| 135,100       | 136,064       | 80                  | 80                  | 80        |           |                  |                  |
| km pocz.      | km końcowy    | Tor 2               |                     |           |           |                  |                  |
| 2,700         | 36,060        | 120                 | 120                 | 80        |           |                  |                  |
| 36,060        | 37,753        | 100                 | 100                 | 80        |           |                  |                  |
| 71,218        | 72,575        | 100                 | 100                 | 80        |           |                  |                  |
| 72,575        | 82,000        | 120                 | 120                 | 80        |           |                  |                  |
| 82,000        | 83,910        | 100                 | 100                 | 80        |           |                  |                  |
| 83,910        | 90,400        | 80                  | 80                  | 80        |           |                  |                  |
| 90,400        | 91,400        | 100                 | 100                 | 80        |           |                  |                  |
| 91,400        | 92,600        | 100                 | 100                 | 70        |           |                  |                  |
| 92,600        | 95,700        | 80                  | 80                  | 70        |           |                  |                  |
| 95,700        | 97,461        | 100                 | 100                 | 70        |           |                  |                  |

## Historia

### Geneza kolei na Śląsku

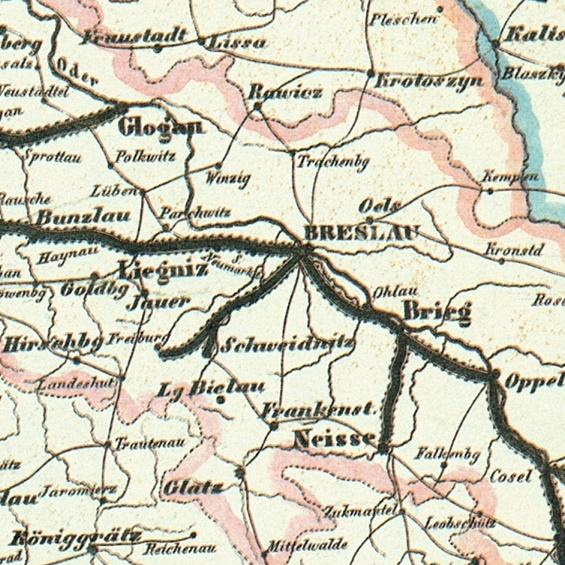
Węzeł wrocławski i sieć kolejowa regionu w 1849 r. Na mapie widoczny również szlak drogowy z Wrocławia, przez Ząbkowice Śląskie, w stronę Kłodzka, po śladzie którego planowano budowę linii kolejowej.

Najstarsze plany budowy linii kolejowych w Prusach wiążą się ściśle z górnictwem. W 1816 r. Pruski Zarząd Górnictwa zlecił Johannowi Friedrichowi Krigarowi z Królewskiej Odlewni Żeliwa w Berlinie budowę parowozu zębatego w oparciu o wcześniejsze obserwacje pierwszych, udanych angielskich parowozów Salamanca. Wiosną tego samego roku Królewski Wyższy Urząd Górniczy dla Śląska (niem. Königliches Oberbergamt für Schlesien) zapostulował władzom centralnym zastosowanie wynalazku do transportu węgla z zagłębia wałbrzyskiego w stronę portu w Malczycach, jednak plany te nie doszły do skutku, a prace nad rozwojem kolejnictwa zaniechano.
Pierwsza kolej na obecnych ziemiach polskich połączyła w 1842 roku Wrocław z Górnym Śląskiem. Kolejne linie połączyły Wrocław z zagłębiem wałbrzyskim (połączenie wybudowane przez Kolej Wrocławsko-Świdnicko-Świebodzicką w 1843 r.) oraz ważnymi ośrodkami politycznymi i gospodarczymi ówczesnych Prus – Berlinem i Dreznem (linia wybudowana przez Kolej Dolnośląsko-Marchijską w latach 1845–1847).

### Pierwsze projekty kolejowe na ziemi kłodzkiej
Pierwsze koleje na ziemiach niemieckich stanowiły przedsięwzięcia prywatne, restrykcyjnie koncesjonowane przez państwo.
Pionierskim planem przeprowadzenia kolei przez ziemię kłodzką były zamiary Towarzystwa Kolei Wrocławsko-Świdnicko-Świebodzickiej. Przedsiębiorstwo, dążące do uzyskania połączenia Bałtyku z Adriatykiem, zabiegało o przedłużenie swojej linii, zakończonej ostatecznie na południu w Ząbkowicach Śląskich od 1 listopada 1858 r.
Działania państwa mające pośrednio na celu poprowadzenie kolei przez ziemię kłodzką podjęto w roku 1854. Na fali dyskusji dotyczących budowy sieci kolejowej na Śląsku i Łużycach zaproponowano, by linia mająca połączyć najkrótszą drogą Berlin z Wiedniem – Śląska Kolej Górska – poprowadzona została przez Zgorzelec, Jelenią Górę, Wałbrzych, Kłodzko i Międzylesie. Wstępne prace pomiarowe, obejmujące również odcinek Kłodzko–Międzylesie, ukończono w 1856 r.
Odmienny postulat, budowy kolei wiodącej z Wrocławia przez Ząbkowice Śląskie do granicy w Międzylesiu, na przełomie lat 1856 i 1857 lansował Komitet Budowy Kolei Śląsko-Czeskiej. Projekt stanowił konkurencję dla planów Towarzystwa Kolei Wrocławsko-Świdnicko-Świebodzickiej, przewidując połączenie Bałtyku z Adriatykiem za pośrednictwem kolei Szczecin-Poznań, a następnie linii Kolei Górnośląskiej z Poznania do Wrocławia.
Przez wiele lat Austrię charakteryzowała niechęć do wszelkich projektów budowy prusko-austriackich przejść granicznych, co negowało zasadność wszelkich przedsięwzięć kolejowych na omawianym terenie. Sprzeciw rządu wiedeńskiego w kwestii forsowanego przez władze prowincji śląskiej poprowadzenia linii przez granicę w Międzylesiu, zamiast ze Zgorzelca, prostą linią do Pardubic oraz wysokie koszty poprowadzenia odcinka z Wałbrzycha do Kłodzka w trudnym terenie górskim sprawiły, że realizację Śląskiej Kolei Górskiej na odcinku od Wałbrzycha do Międzylesia odłożono w czasie. Inny problem stanowił sprzeciw pruskich władz wojskowych dla budowy kolei w pobliżu twierdz, w tym Twierdzy Kłodzkiej.
Problem negatywnego stanowiska Austrii wobec budowy kolejowych przejść granicznych rozwiązało zakończenie wojny prusko-austriackiej, które nastąpiło pokojem praskim, w praktyce eliminującym Austrię ze współdecydowania o państwach niemieckich i stawiających Prusy na uprzywilejowanej pozycji. Wojna potwierdziła przydatność kolei w prowadzeniu operacji wojskowych, co z kolei spowodowało zmianę nastawienia i odblokowanie przez wojsko budowy linii w pobliżu twierdz. Aktualna pozostała natomiast kwestia kosztownego przeprowadzenia Śląskiej Kolei Górskiej przez Góry Sowie. Państwo pruskie rozważało trasowanie kolei inną drogą, przez Broumov, co spotkało się z protestem reprezentantów ziemi kłodzkiej w sejmie pruskim. Ministerstwo handlu uwzględniło postulat, jeszcze w grudniu 1866 r. przysyłając do Kłodzka swoich reprezentantów celem ustalenia z władzami cywilnymi i wojskowymi miejsca ulokowania dworca kolejowego. Niebawem podjęto decyzję, by ze względów oszczędnościowych odłożyć w czasie budowę kolei Wałbrzych–Kłodzko, natomiast w pierwszej kolejności doprowadzić do powstania łatwiejszego odcinka z Ząbkowic Śląskich do Międzylesia i dalej do Usti nad Orlici.

### Budowa linii Wrocław–Międzylesie

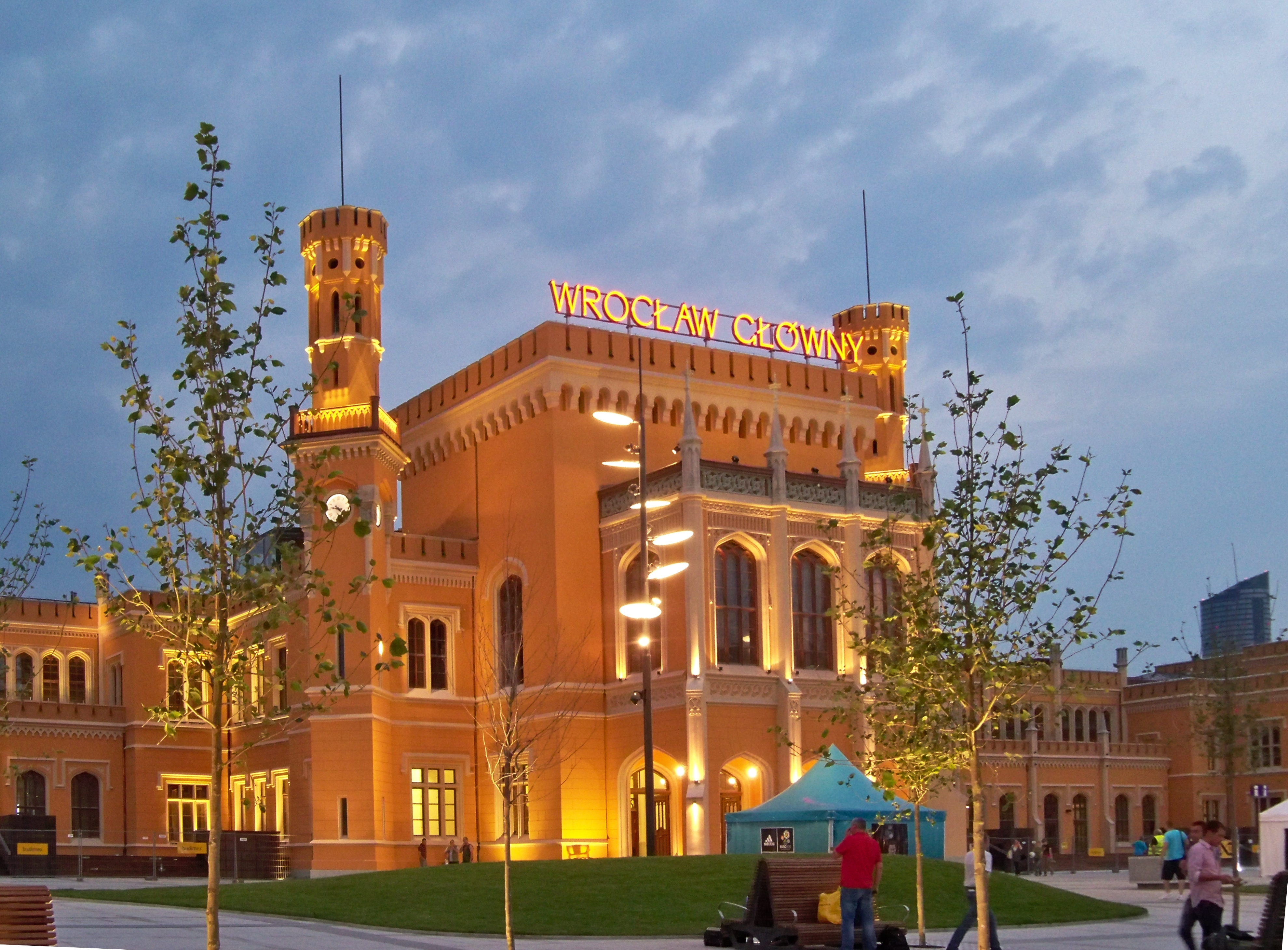
Dworzec Wrocław Główny, służący od 1857 roku jako węzeł linii należących do towarzystwa Kolej Górnośląska

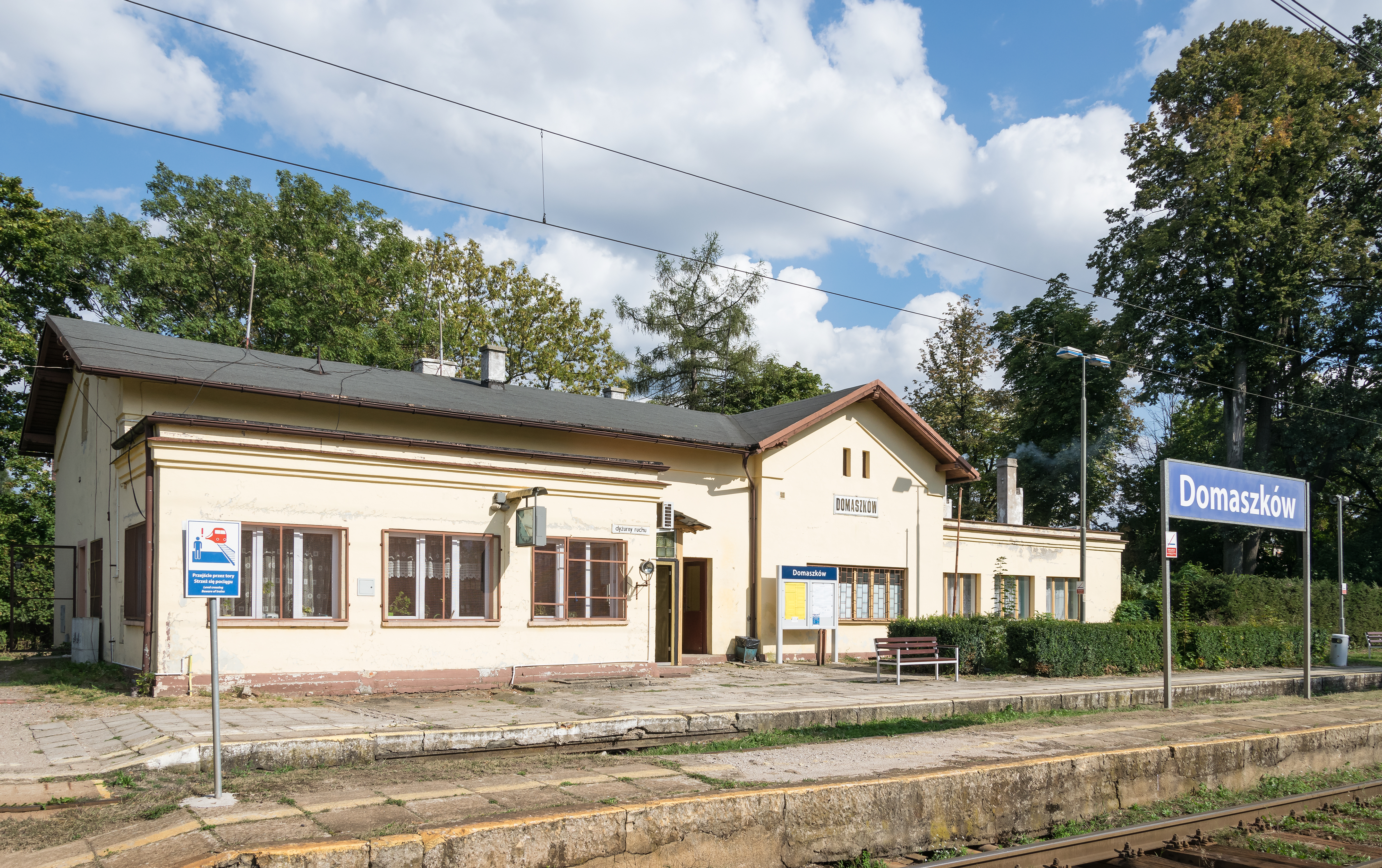
Stacja w Domaszkowie

W 1867 roku kwestia budowy linii z Ząbkowic Śląskich wyewoluowała w kierunku powrotu do projektu połączenia kolejowego Austrii z Wrocławiem, wiodącego m.in. przez Kłodzko i Ząbkowice Śląskie. 5 sierpnia 1867 roku w Berlinie ratyfikowano porozumienie międzypaństwowe, regulujące sprawy powstania kolei łączącej Śląsk z Czechami. W myśl zapisów rząd pruski zobowiązał się udzielić prywatnemu przedsiębiorstwu koncesji na wybudowanie kolei na swoim terytorium i poinformować o tym stronę austriacką. Następnie postawiono warunek doprowadzenia przez stronę austriacką – samodzielnie bądź przez koncesjonowane towarzystwo – w tym samym miejscu i czasie co strona pruska odcinka linii z Usti nad Orlici do Międzylesia, stawiając przy tym ultimatum podjęcia pierwszych działań w tym kierunku w ciągu sześciu miesięcy od ratyfikowania traktatu. W przypadku naruszenia postanowień przez Austriaków Prusy zastrzegły, że skierują celem budowy i eksploatacji austriackiego odcinka pruskie przedsiębiorstwo kolejowe z pominięciem woli tego państwa. Takie stanowisko wzbudziło sprzeciw strony austriackiej, nie miało to jednak znaczenia w obliczu militarnego zwycięstwa Prus w niedawnej wojnie.
Prusy rozpoczęły w 1868 roku negocjacje z Koleją Górnośląską, która prócz wspomnianego, pionierskiego połączenia Wrocławia z Górnym Śląskiem eksploatowała wówczas transgraniczną linię z Wrocławia do Poznania, uruchomioną w 1856 r. Nie bez znaczenia był fakt, iż państwo posiadało w spółce 20 procent udziałów, a od 10 października 1856 roku przedsiębiorstwo było objęte zarządem państwowym (Królewska Dyrekcja Kolei Górnośląskiej we Wrocławiu). Sprawy towarzystwa nie należały jednak do wyłącznej kompetencji Dyrekcji i uzależnione były w wielu kwestiach od decyzji rady nadzorczej.
22 września 1868 r. zwołane we Wrocławiu generalne zgromadzenie akcjonariuszy Kolei Górnośląskiej odrzuciło początkowo większością, natomiast w powtórnym głosowaniu ponad połową głosów plany budowy linii Wrocław – Usti nad Orlicą. Spowodowane to było, mimo zapisów porozumienia z Berlina, dalszą niechęcią do budowy kolei po drugiej stronie granicy przez stronę austriacką. Kiedy jednak w grudniu 1868 r. władze w Wiedniu poinformowały wrocławski konsulat, że zamierzają jednak udzielić koncesji na budowę swojego odcinka linii, przyczyna sprzeciwu przestała istnieć.
Linia kolejowa z Wrocławia do Międzylesia była budowana i oddawana do użytku etapami:
- w 1871 r. na odcinku Wrocław Główny – Strzelin,
- 1872 r. – Strzelin – Ziębice,
- 1873 r. – Ziębice – Bardo Śląskie (z pominięciem Ząbkowic Śląskich),
- 1874 r. – Bardo Śląskie – Kłodzko Główne,
- 1875 r. – Kłodzko Główne – Międzylesie[29].

W latach 1874–1875 wybudowano styczną do dzisiejszej linii nr 276 linię z Ústí nad Orlicí do Międzylesia. Pierwszy pociąg pokonał przejście, wówczas prusko-austriackie, 15 października 1875 r.

### Dalsze dzieje linii
Przed rokiem 1945 linia na odcinku od Wrocławia do Krosnowic Kłodzkich była dwutorowa. Po 1945 r. zdemontowano jeden tor na odcinku Strzelin – Kamieniec Ząbkowicki.
W latach 1991–1994 dokonano elektryfikacji odcinka Wrocław Główny–Międzylesie. W 1991 r. oddano do użytku zelektryfikowany odcinek Wrocław–Kłodzko, natomiast 26 maja 1994 r. miał miejsce przejazd pierwszego pociągu elektrycznego do Międzylesia.

## Ruch pociągów
Linia została zakwalifikowana przez Biuro Eksploatacji spółki PKP Polskie Linie Kolejowe jako „linia o priorytecie pasażerskim”.